# Distretto di Wucheng
Il distretto di Wucheng (婺城区S) è un distretto della Cina, situato nella provincia dello Zhejiang.